# Humiriastrum cuspidatum
Humiriastrum cuspidatum är en tvåhjärtbladig växtart som först beskrevs av George Bentham, och fick sitt nu gällande namn av José Cuatrecasas. Humiriastrum cuspidatum ingår i släktet Humiriastrum och familjen Humiriaceae.

## Underarter
Arten delas in i följande underarter:
- H. c. glabriflorum
- H. c. subhirtellum